# Euselasia trysoni
Euselasia trysoni är en fjärilsart som beskrevs av Archibald C. Weeks 1906. Euselasia trysoni ingår i släktet Euselasia och familjen Riodinidae. Inga underarter finns listade i Catalogue of Life.